# Trofeo FIRA 1997-1998
Il Trofeo FIRA 1997-98 (in francese Trophée FIRA 1997-98) fu il 34º torneo internazionale di rugby a 15 organizzato dalla FIRA.
Al pari delle edizioni 1994-95 e 1996-97, si svolse senza la partecipazione delle tre migliori formazioni della competizione (Francia, Italia e Romania) e financo senza le squadre della prima divisione europea, impegnate nei tornei di qualificazione alla Coppa del Mondo 1999.
Si tennero tre poule meritocratiche a girone unico, dal secondo al quarto livello europeo, chiamati nell'ordine, da quello di rango maggiore, Silver, Bronze e Bowl.
Non furono assegnati titoli, e i vincitori delle tre divisioni furono rispettivamente Lettonia, Lussemburgo e Austria.

## Squadre partecipanti
| Poule Silver | Poule Bronze         | Poule Bowl |
| ------------ | -------------------- | ---------- |
| Israele      | Bosnia ed Erzegovina | Austria    |
| Jugoslavia   | Bulgaria             | Slovenia   |
| Lettonia     | Lussemburgo          | Ungheria   |
| Lituania     | Monaco               |            |
| Svizzera     |                      |            |

## Poule Silver
| Data       | Incontro              | Risultato | Sede        |
| ---------- | --------------------- | --------- | ----------- |
| 25-10-1997 | Lituania — Lettonia   | 25-23     | Vilnius     |
| 8-11-1997  | Svizzera — Jugoslavia | 29-13     | Nyon        |
| 28-3-1998  | Israele — Svizzera    | 3-34      | Netanya     |
| 25-4-1998  | Jugoslavia — Israele  | 30-6      | Belgrado    |
| 9-5-1998   | Lettonia — Svizzera   | 25-18     | Riga        |
| 10-5-1998  | Svizzera — Lituania   | 21-23     | Basilea     |
| 20-5-1998  | Jugoslavia — Lituania | 44-0      | Belgrado    |
|            | Lettonia — Israele    | 3-0       | per forfait |
|            | Lettonia — Jugoslavia | 3-0       | per forfait |
|            | Lituania — Israele    | 3-0       | per forfait |

|  | Classifica | G | V | N | P | PF  | PS | P±  | PT |
|  | ---------- | - | - | - | - | --- | -- | --- | -- |
|  | Lettonia   | 4 | 3 | 0 | 1 | 54  | 41 | +13 | 10 |
|  | Lituania   | 4 | 3 | 0 | 1 | 51  | 88 | -37 | 10 |
|  | Svizzera   | 4 | 2 | 0 | 2 | 102 | 61 | +41 | 8  |
|  | Jugoslavia | 4 | 2 | 0 | 2 | 87  | 38 | +49 | 7  |
|  | Israele    | 4 | 0 | 0 | 4 | 9   | 70 | -61 | 2  |

## Poule Bronze
| Data       | Incontro                           | Risultato | Sede        |
| ---------- | ---------------------------------- | --------- | ----------- |
| 18-10-1997 | Bulgaria — Lussemburgo             | 6-39      | Sofia       |
| 15-11-1997 | Monaco — Bosnia ed Erzegovina      | 16-22     | Monaco      |
| 28-3-1998  | Lussemburgo — Bosnia ed Erzegovina | 22-5      | Lussemburgo |
| 18-4-1998  | Lussemburgo — Monaco               | 18-12     | Lussemburgo |
| 9-5-1998   | Monaco — Bulgaria                  | 21-16     | Monaco      |
| 13-4-1998  | Bosnia ed Erzegovina — Bulgaria    | 22-5      | Zenica      |

|  | Classifica           | G | V | N | P | PF | PS | P±  | PT |
|  | -------------------- | - | - | - | - | -- | -- | --- | -- |
|  | Lussemburgo          | 3 | 3 | 0 | 0 | 79 | 23 | +56 | 9  |
|  | Bosnia ed Erzegovina | 3 | 2 | 0 | 1 | 49 | 43 | +6  | 7  |
|  | Monaco               | 3 | 1 | 0 | 2 | 49 | 56 | -7  | 5  |
|  | Bulgaria             | 3 | 0 | 0 | 3 | 27 | 82 | -55 | 3  |

## Poule Bowl
| Data      | Incontro            | Risultato | Sede   |
| --------- | ------------------- | --------- | ------ |
| 18-4-1998 | Slovenia — Ungheria | 38-0      | Sofia  |
| 23-5-1998 | Ungheria — Austria  | 12-24     | Monaco |
| 6-6-1998  | Austria — Slovenia  | 50-3      | Vienna |

|  | Classifica | G | V | N | P | PF | PS | P±  | PT |
|  | ---------- | - | - | - | - | -- | -- | --- | -- |
|  | Austria    | 2 | 2 | 0 | 0 | 74 | 15 | +59 | 6  |
|  | Slovenia   | 2 | 1 | 0 | 1 | 41 | 50 | −9  | 4  |
|  | Ungheria   | 2 | 0 | 0 | 2 | 12 | 62 | −50 | 2  |